# Серро-лас-Тортолас
Се́рро-лас-То́ртолас (ісп. Cerro las Tórtolas) — гора на кордоні Чилі та Аргентини висотою 6160 м (інколи цитуються старіші дані — 6335 м).